# Jake Gosling
Jake Gosling, né le 11 août 1993 à Oxford en Angleterre, est un footballeur international gibraltarien d'origine anglaise. 
Il évolue actuellement au poste de milieu latéral avec le club du Cambridge United en prêt de Bristol Rovers.

## Biographie

### Club
Le 18 août 2016, il est prêté à Cambridge United.

### Sélection
Jake Gosling est convoqué pour la première fois le 26 mai 2014 contre l'Estonie (1-1), où il marque son premier but en sélection. 
Au total, il compte 11 sélections et un but en équipe de Gibraltar depuis 2014.

## Statistiques
| Saison                | Club                       | Championnat           | Championnat | Championnat | Coupe(s) nationale(s) | Coupe(s) nationale(s) | Gibraltar | Gibraltar | Total | Total |
| Saison                | Club                       | Division              | M.          | B.          | M.                    | B.                    | M.        | B.        | M.    | B.    |
| 2012-2013             | Dorchester Town FC (prêt)  | Conference South      | 12          | 0           | 5                     | 1                     | -         | -         | 17    | 1     |
| 2012-2013             | Exeter City FC             | League Two            | 12          | 1           | 0                     | 0                     | -         | -         | 12    | 1     |
| 2013-2014             | Exeter City FC             | League Two            | 17          | 0           | 1                     | 0                     | 2         | 1         | 20    | 1     |
| 2013-2014             | Gloucester City AFC (prêt) | Conference South      | 12          | 3           | 0                     | 0                     | -         | -         | 12    | 3     |
| Sous-total            | Sous-total                 | Sous-total            | 53          | 4           | 6                     | 1                     | 2         | 1         | 61    | 6     |
| 2014-2015             | Bristol Rovers FC          | National League       | 26          | 3           | 3                     | 0                     | 9         | 1         | 38    | 4     |
| 2015-2016             | Bristol Rovers FC          | League Two            | 18          | 0           | 3                     | 0                     | -         | -         | 21    | 0     |
| 2015-2016             | Newport County AFC (prêt)  | League Two            | 6           | 0           | 0                     | 0                     | -         | -         | 6     | 0     |
| Sous-total            | Sous-total                 | Sous-total            | 45          | 3           | 6                     | 0                     | 9         | 1         | 60    | 4     |
| Total sur la carrière | Total sur la carrière      | Total sur la carrière | 98          | 7           | 12                    | 1                     | 11        | 2         | 121   | 10    |